# Asociación Española de Semiótica
La Asociación Española de Semiótica (AES) es una asociación científica sin ánimo de lucro con fines culturales y educativos, y dedicada al estudio y la promoción de la semiótica en España. Fue fundada el 23 de junio de 1983 por iniciativa de José Romera Castillo  (presidente honorario). Desde 2022 está presidida por Jenaro Talens Carmona.

## Historia
La Asociación Española de Semiótica fue fundada por José Romera Castillo, en Madrid (España), el 23 de junio de 1983 dentro del marco del Congreso Internacional de Semiótica e Hispanismo celebrado en el CSIC y dirigido por Miguel Ángel Garrido Gallardo. Por iniciativa del profesor José Romera Castillo se convocó a una asamblea constituyente de una Asociación Española de Semiótica celebrada el día 23 de junio de 1983, en la cuarta jornada del Congreso. En esta Asamblea, que contó con la participación del prof. Cesare Segre, ponente del Congreso de Madrid y entonces presidente de la International Association for Semiotic Studies (I.A.S.S-A.I.S), se eligió una Comisión organizadora del Primer Congreso de la A.E.S., que se habría de celebrar en Toledo un año más tarde. Dicha comisión la formaron José Romera Castillo, Jorge Lozano, Rafael Núñez Ramos, Cristina Peña-Marín, José Manuel Pérez Tornero, Jenaro Talens y Jorge Urrutia.
En la actualidad, está formada por unos 150 asociados, principalmente profesores universitarios y estudiantes de doctorado españoles, portugueses y de otros países latinoamericanos, y presidida por el poeta y semiólogo Jenaro Talens Carmona (Universidad de Valencia / Universidad de Ginebra).
Dado que su objetivo principal es la divulgación de conocimientos e investigaciones sobre Semiótica entre la comunidad universitaria, sus actividades se planean en torno a la organización bianual de un congreso internacional y la publicación de la revista Signa. Revista de la Asociación Española de Semiótica ,desde 1992, "gracias a la ayuda de la Universidad Nacional de Educación a Distancia", fundada y dirigida por su fundador el profesor José Romera Castillo.
La AES colabora también con asociaciones de semiótica nacionales, como la Asociación Andaluza de Semiótica, y extranjeras, como la International Association for Semiotic Studies, la Federación Latinoamericana de Semiótica, la Association Française de Sémiotique y la Asociación Argentina de Semiótica, entre otras, así como con destacados grupos de investigación: el Centro de Investigación de Semiótica Literaria, Teatral y Nuevas Tecnologías de la Universidad Nacional de Educación a Distancia que dirige el profesor José Romera Castillo, el Grupo de Estudios de Semiótica de la Cultura (GESC), dirigido por el profesor Jorge Lozano, y Mutaciones del Audiovisual Contemporáneo (MAC), creado por Santos Zunzunegui y dirigido en la actualidad por el profesor Imanol Zumalde Arregui.

## Congresos
Una de las líneas principales de acción de la Asociación Española de Semiótica es la celebración, desde 1984, de congresos internacionales.